# Arno Steinwender
Arno Steinwender (født 16. november 1976) er en østrigsk  spildesigner og lærer. I sin fritid udvikler han brætspil, og for disse har han vundet adskille hæderspriser.

## Karriere
Efter at han blev færdig med uddannelsen fra Wiens Universitet begyndte Steinwender at arbejde som lærer i matematik og fysik. Han udviklede databasen get.to/spiele, der senere voksede sig større til hjemmesiden spieletest.at, som nu er en af de største informationsportaler om spil i den tysktalende verden. Hans første spil, Venga-Venga!, blev udgivet af forlaget Selecta Spielzeug. Steinwender skaber omkring tyve spilprototyper om året og er en af de mest populære østrigske brætspils designere. Han er blevet interivewet af aviser og TV-stationer.

## Notable spil
- 2003: Venga-Venga! (forlag Selecta, medforfatter Ronald Hofstätter; hæder Spiel der Spiele: Hitspil for børn i 2004 (Østrig)
- 2004: Zappelfische (forlag Ravensburger, medforfatter Ronald Hofstätter)
- 2005: Kleiner Eisbär, auf in die Sonne! (forlag Schmidt Spiele, medforfatter Christoph Puhl)
- 2005: Pssst! (forlag Piatnik, medforfatter Christoph Puhl)
- 2006: Sternenschweif - Sprung in die Nacht (forlag Kosmos, medforfatter Christoph Puhl)
- 2006: Sheepworld - Schäfchen zählen (forlag Ravensburger, co-author Andrea Steinhauser)
- 2007: Seesternparty (forlag Noris-Spiele, medforfatter Wilfried Lepuschitz)
- 2007: Wurmsalat (forlag Noris-Spiele, medforfatter Andrea Steinhauser)
- 2007: Chut! Le petit dort (forlag Piatnik, medforfatter Christoph Puhl)
- 2007: Zug fährt ab! (forlag Noris-Spiele, medforfatter Andrea Steinhauser)
- 2008: Deukalion (forlag Hasbro, medforfatter Wilfried Lepuschitz)
- 2008: Europa-Wissen (forlag Noris-Spiele, medforfatter Christoph Puhl)
- 2008: Winnie the Poo - Kubuś w Stumilowym Lesie (forlag Trefl, medforfattere Ronald Hofstätter, Christoph Puhl)
- 2009: Europa-Wissen Tyskland (forlag Noris, medforfatter Christoph Puhl)
- 2009: Scooby Doo Help! (forlag: Trefl, medforfattere Ronald Hofstätter, Christoph Puhl)
- 2010: Take it or leave it (forlag Schmidt Spiele, medforfatter Christoph Puhl)
- 2011: Tohuwabohu – Berühmt berüchtigt (forlag Ravensburger, medforfattere Wilfried Lepuschitz, Ronald Hofstätter, Laura Di Centa)
- 2011: Tohuwabohu – Einfach tierisch (forlag Ravensburger, medforfattere Wilfried Lepuschitz, Ronald Hofstätter, Laura Di Centa)
- 2011: Wolf im Schafspelz (forlag Huch! & friends, medforfatter Wilfried Lepuschitz)
- 2011: Bahnbau Spiel B63 (medforfatter Ronald Hofstätter; for Wiener Linien, produceret af White Castle Games)
- 2011: Bremer Stadtmusikanten (forlag Coppenrath Verlag, medforfatter Wilfried Lepuschitz)
- 2012: Make'n'Break Party (forlag Ravensburger, medforfatter Wilfried Lepuschitz)
- 2012: Ratespaß auf Reisen (forlag Ravensburger, medforfatter Ronald Hofstätter)
- 2012: Barbar und die Abenteuer von Badou – Das Kartenspiel (forlag Huch! & friends, medforfatter Wilfried Lepuschitz)
- 2012: Take it or leave it (forlag Gamewright Games, medforfatter Christoph Puhl; hædret med Major Fun Award, Tillywig Brain Child Award og Parents' Choice Silver Honor ((USA))
- 2012: Daj gryza! (forlag Trefl, medforfatter Ronald Hofstätter)
- 2013: Professor Tempus (forlag Gigamic, Vertrieb: Asmodee, medforfatter Wilfried Lepuschitz)
- 2014: Ganz Wien - mit Ubahn, Bus und Bim (for Wiener Linien, produceret af White Castle Games)
- 2014: Tom Turbo - Jagd auf Fritz Fantom (forlag Piatnik, medforfatter Christoph Puhl; baseret på TV serien med samme navn[4])
- 2015: SOLOmino (forlag Amigo, medforfatter Wilfried Lepuschitz)
- 2015: Das Expedition Natur Spiel (forlag moses., medforfatter Christoph Puhl)
- 2015: Mount Pingo (forlag Huch! & friends, medforfatter Christoph Puhl)
- 2015: Wo ist bitte Umtata? (forlag moses.)
- 2016: Bataille de Polochons (forlag Megableu, medforfatter Thomas Daum)
- 2016: Fish Day (forlag Zvezda)
- 2017: Emoji Twist! (forlag Ravensburger)
- 2017: Das Spiel mit dem Essen (forlag Piatnik)
- 2017: Smart10 (forlag Martinex, medforfatter Christoph Reiser; hædret som Bedste Voksenspil ved Årets vuxenspel 2017 (Sverige))
- 2017: Das Rotkäppchen Duell (forlag Carletto, medforfatter Christoph Reiser)
- 2018: #nosecrets (forlag: moses., medforfatter: Markus Slawitscheck)
- 2018: (Come on) Let´s Quiz again (forlag: moses.)
- 2018: Matschbirne (forlag: Goliath Toys)
- 2018: Das Maß aller Dinge (forlag: Gamefactory, medforfatter: Christoph Puhl)
- 2019: Quiz IT (forlag: rudy games)
- 2020: Starlink (forlag: Blue Orange Games, medforfatter: Markus Slawitscheck)
- 2020: CloudAge (forlag: dlp games, Nanox Games, Capstone Games, medforfatter: Alexander Pfister)
- 2021: QUIZscape (forlag: moses.)
- 2021: Smart 10 Family (forlag: Piatnik, medforfatter: Christoph Reiser)
- 2022: Activity Chaos (forlag: Piatnik, medforfatter: Wilfried Lepuschitz)
- 2022: Die magischen Schlüssel (#오키도키 원정대, Magic Keys, Clefs Magiques) (forlag: Happy Baobab, Blackrock Games, Game Factory, medforfatter: Markus Slawitscheck); hædret som Kinderspiel des Jahres 2024
- 2023: Wortwerk (forlag: moses.)
- 2024: Arbolito (forlag: Lifestyle Games)
- 2024: Scope (forlag: Martinex, medforfatter: Paul Schulz))
- 2024: Desítka Olympijské hry (forlag: Mindok, medforfatter: Christoph Reiser))
- 2025: Nichts als die Wahrheit (forlag: Huch!, medforfatter: Paul Schulz))
- 2025: Criss Cross Categories (forlag: moses., medforfatter: Ara Karapetyan))
- 2025: Quiz Challenge Europa (forlag: Haba, medforfatter: Paul Schulz))
- 2025: Smart 10 – Red Light Edition (forlag: Martinex, medforfatter: Christoph Reiser))
- 2025: Bei dir piept’s wohl! (forlag: EMF, medforfatter: Wilfried Lepuschitz))

## External links
- Officiel hjemmeside
- Arno Steinwenders reviewer website spieletest.at